# Lễ hội xen pang ả
Lễ hội xen pang ả là một lễ hội của đồng bào dân tộc Kháng. Do Pa ả (thầy cúng) tổ chức. Trong các bản có một Pa ả chuyên làm việc cúng lễ cho người bản địa. Pa ả là người trí tuệ xúc cảm, thuộc nhiều bài cúng và biết cách chữa bệnh thông thường, biết một số ảo thuật và biết nhiều điều mà người khác không biết. Có thể gọi họ là những trí thức dân gian, họ rất có uy tín, được người bản địa tin và làm theo.

## Phần lễ
Lễ cúng cầu xin, có ý nghĩa đối với đồng bào dân tộc Kháng. Đây là dịp để mọi người tạ ơn tổ tiên và các thế lực siêu nhiên đã giúp đỡ cho họ có sức khỏe, bản mường yên bình, no ấm.

## Phần hội
Hội là nơi người dân diễn lại các công việc nương rẫy, thu hái lâm sản trong đời sống thường nhật, thông qua các trò diễn; chơi các trò chơi dân gian; hát đối đáp giao duyên; múa ống, múa khăn. Đây cũng là dịp để cộng đồng người Kháng vui chơi thư giãn, sau những tháng ngày lao động vất vả, một nắng hai sương. Đặc biệt lễ hội còn là dịp để lớp thanh niên chưa vợ chưa chồng tìm hiểu, hẹn hò nên vợ thành chồng, bởi vậy lễ hội Xen Pang Ả còn có ý nghĩa trong việc tái tạo cộng đồng dân tộc.